# Lourdes University
La Lourdes University è un'università privata di indirizzo cattolico con sede a Sylvania, nello stato americano dell'Ohio.
Il Lourdes Junior College fu fondato nel 1958 dalle suore francescane di Nostra Signora di Lourdes per la preparazione delle religiose dell'istituto; le prime studentesse non religiose furono ammesse ai corsi nel 1969 e i primi studenti di sesso maschile nel 1975.